# Sân bay Mosjøen, Kjærstad
Sân bay Mosjoen, Kjærstad (tiếng Na Uy: Mosjoen lufthavn, Kjærstad, IATA: MJF, ICAO: ENMS) là một sân bay khu vực phục vụ Mosjoen trong Nordland, Na Uy. Trong năm 2014 sân bay này phục vụ 2014 đã có 61.480 lượt hành khách. Sân bay thuộc sở hữu và điều hành bởi các đơn vị quốc doanh Avinor.